# Puebla de la Calzada
Puebla de la Calzada es un municipio y localidad española de la provincia de Badajoz, en la comunidad autónoma de Extremadura. Cuenta con una población de 5859 habitantes (INE 2024).

## Geografía
Situada en la comarca de Tierra de Mérida-Vegas Bajas, en el centro de Extremadura, tiene un término municipal de 14,2 km² siendo uno de los municipios de mayor densidad poblacional de la comarca. La localidad ha estado íntimamente asociada al río Guadiana, que limita el término municipal al sur. Limita al norte con la villa de Montijo, al este con la villa de Torremayor y al oeste con el municipio de Valdelacalzada. Pertenece al partido judicial de Montijo. Es la capital de la comarca de Lácara.
El río Guadiana es la columna vertebral de la comarca, en torno a él, gira la vida cotidiana de pueblos cargados de historia y otros de reciente creación dedicados a la agricultura como principal medio económico. En sus riberas prolifera una peculiar vegetación utilizada como hábitat por aves y nutrias. La cigüeña es el ave por excelencia de estas latitudes, donde no faltan un buen número de grullas y otras aves migratorias, a la vez que gorriones, carboneros y mirlos, entre otros. Así como una reciente colonia de martín pescador cuyo hábitat se encuentra en el merendero municipal.
Nos encontramos ante un enclave de carácter predominantemente agrícola, con terrenos fértiles y cultivos de regadío como tomate, maíz y frutales.
El relieve de esta localidad es muy llano, propio de una cuenca sedimentaria formada por materiales cuaternarios (aluviales), con suelos de gran feracidad.
El clima es del tipo mediterráneo subtropical, con una temperatura media anual de 16 °C, que presenta grandes oscilaciones con inviernos suaves y veranos muy calurosos. Las precipitaciones medias anuales, si bien no son elevadas, muestran una gran irregularidad interestacional e interanual, donde se intercalan períodos de sequías con otros de abundantes lluvias.
El principal curso de agua que cruza el término municipal es el río Guadiana, que se encuentra al sur, y al norte el arroyo Cabrillas que limitaba el crecimiento urbano de la localidad de Puebla de la Calzada, hacia el norte, actualmente soterrado en un 80 % a su paso por la localidad. Se trata de una zona por donde podría unirse a la localidad, muy próxima, de Montijo, que se está desarrollando urbanísticamente hasta dicha zona. Actualmente está desviado el arroyo para evitar el paso de los caudales de la cuenca alta del arroyo por la localidad de Puebla de la Calzada. El desvío se produce aguas arriba de la carretera EX328, discurriendo aproximadamente en paralelo a esta vía de comunicación hasta desembocar directamente en el río Guadiana cerca del conocido como puente de los Suspiros.
En estas zonas nos encontramos con una fauna característica, siendo frecuentes, las cigüeñas, las urracas, lagartijas, erizos, ratones y zorro.

### Merendero municipal
El merendero en la actualidad cuenta con una senda alrededor de la charca para paseo y acceso de pescadores. También posee un espacio destinado para aparcamientos y una zona con mesas y bancos de mampostería. En 2016 se realizó un espacio para el disfrute de ocio y tiempo libre. 
Esta zona verde se ha convertido en un lugar de encuentro y ocio para todos lo poblanchinos y vecinos que deseen disfrutar de un maravilloso día cerca del río Guadiana, así como numerosos aficionados al carpfishing llegados de innumerables rincones del país.
En ciertas fechas como es el día de San Isidro se realizan jornada de multiactividad por parte del ayuntamiento, en las que se pueden disfrutar de tirolina, seta hinchable, embarcaciones, torre de escalada, paintball, paracaídas…

## Historia
Población surgida bajo la influencia de la calzada romana de Mérida a Lisboa, en el territorio de Lusitania, por la existencia diversas villas romanas en la zona contigua al río Guadiana, de entre las cuales destaca la villa romana de Torreáguila. De la vía romana, crónicas de finales del siglo XVIII, aún la señalan intacta, refiriéndose a que estaba "construida de terraplén y rollos pequeños". 
El municipio encuentra sus antecedentes más directos como tal en la Aldea del Rubio, fundada por la Orden de Santiago en el siglo XIII sobre la misma orilla del Guadiana, justo frente a Lobón. En el siglo XIV y debido a que por su proximidad al río sufría continuas inundaciones, el maestre Lorenzo I Suárez de Figueroa, ordenó su traslado a lugar más alejado de la corriente, refundándose la población en el punto que hoy ocupa, con sus antiguos habitantes, más otros procedentes de algunos caseríos vecinos, como las Casas, Campomanes, etc. El nuevo enclave, quedó integrado con categoría de aldea en la jurisdicción santiaguista de Mérida, bajo la dependencia tanto de la encomienda de Lobón como de la Encomienda de Mérida, también llamada Casas Buenas de Mérida, perteneciente a la provincia de León de la Orden de Santiago.
Por real provisión dada por el rey Felipe II con fecha 8 de mayo de 1580 por la que "de aquí adelante ha de ser y nombrarse villa con sus vasallos, términos, jurisdicción, escribanías y demás de que hace mérito", fue vendida a María Enríquez, marquesa viuda de Villanueva del Fresno, que la integra en el Señorío de Montijo, fundado en 1550, tras la venta del lugar por Carlos I a Juan Portocarrero, primer marqués de Villanueva del Fresno, que crea el Señorío en la persona de su hijo, Pedro Portocarrero y Osorio. Fue elevado a Condado, en 1599 por real decreto del rey Felipe III. En algunos documentos y casi de forma puntual y esporádica, se la cita como Puebla del Montijo. 
En 1644 la población fue incendiada por los portugueses durante la guerra de guerra de Restauración portuguesa, en el transcurso de la batalla de Montijo, en la que los lusitanos resultaron vencedores del marqués de Torrescusa.
A la caída del Antiguo Régimen la localidad se constituye en municipio constitucional en la región de Extremadura. Desde 1834 quedó integrado en el partido judicial de Mérida. En el censo de 1842 contaba con 510 hogares y 1980 vecinos.
Hasta 1873 perteneció a la diócesis del Priorato de San Marcos de León. A partir de esa fecha pasó a la jurisdicción de la diócesis de Badajoz.
Edad Media
Según Juan Monzú, los orígenes de Puebla «quedan envueltos en las sombras del tiempo». También, es de destacar, que pasaron los romanos por las inmediaciones de Puebla de la Calzada. En 1230, Alfonso IX de León conquistó el territorio y, desde entonces, pasó a pertenecer a la Orden de Santiago. Pasó a llamarse Aldea del Rubio y se encontraba a las orillas del río Guadiana. Esto fue mencionado en un documento, en el año 1276, de Alfonso X. También fue mencionado por el Maestre Vasco Rodríguez de Cornago en el año 1237 y también está citado en el libro de Moreno de Vargas Historia de la Ciudad de Mérida. Será en los últimos años del siglo XIV cuando el Maestre de Santiago D. Lorenzo Suárez repueble un nuevo asentamiento junto a la antigua Calzada Romana, que unía Mérida con Lisboa.
Según los libros de Visitas de la Orden de Santiago, en 1494, Puebla de la Calzada tenía una iglesia levantada «de la advocación de nuestra Señora», y entre sus bienes destacaban una cruz de plata, un cáliz, una patena, un misal y un santoral, entre otros. Tuvo también tres ermitas dedicadas a las advocaciones de Santo Toribio, al Este, Santiago al oeste, y los Santos Mártires, al Sur. 
Edad Moderna
Según Juan Monzú, en un censo de 1705, hallado en los Archivos Históricos del Ayuntamiento de Puebla de la Calzada, encontramos mención a la existencia de las tres ermitas. De la de Santiago, dice que es «ermita pobre y sin alguna renta ni obra pía». La ermita de Santo Toribio, que en ese mismo censo también se cita como "sin renta", quedó en ruinas como consecuencia del terremoto de Lisboa de 1 de noviembre de 1755 siendo enajenada, como aplicación de la llamada Amortización de Godoy, en 1801. La ermita de los Santos Mártires, citada en 1705, igualmente como "sin renta alguna", se mantuvo a través de los tiempos, cambiando su advocación a la Inmaculada, en la primera mitad del siglo XVIII. Junto a ella, se construyó alrededor de la primera mitad del siglo XX, el colegio salesiano, que marcó una impronta no solo en la enseñanza de aquel tiempo sino también en la cultura y en las interacciones personales de más de una generación. 
Hay noticias escasas sobre la historia y la vida de Puebla de la Calzada durante aquellos siglos. Pero, son los libros de visita de la Orden de Santiago los que facilitan alguna información al respecto. Durante la Guerra de la Restauración portuguesa (1644), que dura hasta 1668, el ejército portugués prende fuego a la población y destruye vidas y bienes materiales, así como todos los archivos eclesiásticos y culturales. Casi todos los cargos públicos eran elegidos en el mes de diciembre, propuestos por la Corporación que representaba a la villa y sancionados por el correspondiente conde o condesa titular de la Casa. Los cargos públicos eran, entre otros, los siguientes: dos alcaldes ordinarios, dos regidores, dos jurados, un procurador, un mayordomo de propios, un alcalde de Hermandad, un alcalde de la Cárcel y un escribano público.
Edad Contemporánea
Según Juan Monzú, Puebla de la Calzada también asiste a los vaivenes del siglo XIX. Además, “es protagonista secundaria de cambios sociales, políticos, de absolutismos y pronunciamientos, liberales y no tanto, proclamaciones, destituciones, restauraciones y, del principio, auge y quebranto del constitucionalismo”. Atendiendo al tejido urbano, hay un importante desarrollo de nuevas calles que amplían la población y aumentan la riqueza urbana. Además, se reparan caminos, se rotulan las calles, se numeran las casas, se despierta el interés por la educación gratuita. De alguna manera, se inicia un desarrollo a un control más intenso y mejor de los recursos y de la distribución. 
Durante el siglo XIX hay una fuerte presencia de la alta burguesía, ya que ejerció una influencia económica y social bastante importante. Esta burguesía, según Juan Monzú, además de tener la riqueza local, también era dueña de la riqueza comarcal, y hasta provincial. Esta burguesía se fue haciendo cada vez más amplia y se distribuyó por todos los lugares de la zona. 
La presencia de la Guerra de la Independencia terminará por arruinar todos sus recursos pero, tras la Constitución de 1812 y con el triunfo de Riego en 1820, se constituyó en Puebla de la Calzada el primer ayuntamiento constitucional. Según Juan Monzú y con el restablecimiento del absolutismo por parte de Fernando VII, se suspende el constitucionalismo y en noviembre de 1823 se ordena a que vuelvan todos los concejales que hasta entonces habían formado la corporación del ayuntamiento. 
Es un hecho importante en este período que en 1842 sean escolarizados los primeros niños desde los seis a los once años y, por un acuerdo del ayuntamiento, se crea la primera plaza de maestro para la Escuela Pública de niños que se había formado.
Según Juan Monzú, el siglo XX trae a Puebla de la Calzada los vientos del progreso y la industria. Llega la luz eléctrica en 1904 para iluminar las calles de Puebla de la Calzada. Hay un despertar de las diferentes corrientes políticas, del movimiento obrero y del asociacionismo. En Puebla de la Calzada va a tener una especial significación la clase trabajadora y obrera, formándose así asociaciones sindicalistas y agrupaciones civiles u obreras. Cabe destacar la presencia de mujeres en algunas de estas asociaciones. Durante el primer tercio del siglo XX empiezan a formarse pequeñas industrias, de comercio y prestación de servicios. Cabe destacar la fábrica de tejas de 1909.
En las elecciones de 12 de abril de 1931, y por la aplicación del artículo 29 de la Ley Electoral de 8 de agosto de 1907 y, quien sabe, alguna extraña maniobra, el ayuntamiento resultante fue prácticamente el mismo, de corte monárquico existente desde febrero de 1930. Dada el carácter particular de aquel artículo y lo determinante que fue en el resultado final de algunas circunscripciones en donde fue especialmente influyente en las candidaturas y por tanto en la elección, el Gobierno de la República, lo derogó y convocó nuevas elecciones para el 31 de mayo, a celebrarse solo en aquellos municipios donde su aplicación había ejercido claramente un importante influencia en el resultado final. Celebradas las elecciones el día 31 de mayo, también en Puebla de la Calzada, el resultado final dio la victoria a la Conjunción Republicano Socialista, que integró la corporación con un solo concejal monárquico. 
Las especiales dificultades que hubo de afrontar la aplicación de la Ley de la Reforma Agraria, no lo fueron menos en Puebla de la Calzada, en donde el ayuntamiento, en documento de abril de 1936, había repartido hasta entonces 1.515 fanegas de tierras, de fincas pertenecientes a propietarios, vecinos de la Puebla de la Calzada, pero situadas en términos de Badajoz, Mérida, principalmente, Montijo y Lobón, y un pequeño porcentaje de tierras en el término propio.
Después del estallido de la Guerra Civil llegó un tiempo de carencias y de cartillas de racionamiento. El servicio de Abastecimiento controlaba el suministro de alimentos. Según Juan Monzú: “El Plan de Transformación y Colonización, el Plan Badajoz, y sus proyectadas reformas para el campo de la provincia y reformas en el proceso de fabricación, transformación y comercialización de productos mejorando el sistema de electrificación y riego, cambiarán el horizonte del campo de Puebla de la Calzada en la segunda mitad del siglo XX”. Lo que supone un importante salto para la riqueza de la población que, hasta la crisis de los años 1990, mantiene un continuo avance en el comercio, el transporte, la financiación, la asesoría y la prestación de servicios. Actualmente, en pleno siglo XXI sigue siendo la agricultura la base de la economía de Puebla de la Calzada, aunque hay un arraigado sector industrial y sector servicios, dedicado al comercio y al transporte de productos agrícolas.
http://www.puebladelacalzada.es/historia

## Demografía
Puebla de la Calzada cuenta con una población de 5859 habitantes (INE 2024).
| Gráfica de evolución demográfica de Puebla de la Calzada entre 1842 y 2021                                            |
| |
| Población de derecho según los censos de población del INE. Población de hecho según los censos de población del INE. |

## Economía
Es uno de los municipios más prósperos de la zona, pues cuenta con varias industrias transformadoras de materias primas, entre las que cabe destacar las transformadoras del tomate y cooperativas hortofrutícolas, así su economía está basada fundamentalmente en la agricultura de regadío (fundamentalmente maíz, tomate, frutales de temporada).

### Evolución de la deuda viva
El concepto de deuda viva contempla sólo las deudas con cajas y bancos relativas a créditos financieros, valores de renta fija y préstamos o créditos transferidos a terceros, excluyéndose, por tanto, la deuda comercial.
| Gráfica de evolución de la deuda viva del ayuntamiento entre 2008 y 2014                             |
| |
| Deuda viva del ayuntamiento en miles de Euros según datos del Ministerio de Hacienda y Ad. Públicas. |

La deuda viva municipal por habitante en 2014 ascendía a 0 €.

## Servicios
Puebla de la Calzada cuenta con Escuela Infantil municipal, una guardería infantil privada, un colegio público y dos colegios concertados, un instituto de educación secundaria, Casa de la Cultura–Universidad Popular, biblioteca, escuela de música, Nuevo Centro de Conocimiento (NNCC), centro de día y Casa de la Juventud, centro de la sociedad civil; así como instalaciones deportivas (pabellón municipal, campo de fútbol municipal, gimnasio, pistas de tenis, pista de pádel, baloncesto…) piscina municipal y merendero municipal.
También dispone de un Centro Integral Territorial, donde se encuentra el Grupo de Acción Local (Adecom Lácara), una representación de la Cámara de Comercio, Asociaciones de Empresarios de la zona, una incubadora empresarial y diferentes proyectos de varias entidades.
Es de importancia destacar la importancia de la Cultura en Puebla de la Calzada, que se ha convertido en los últimos años en un esplendente referente cultural hasta más allá de la región, en un marco de constante renovación y actividad en donde no faltan, convocatorias poéticas, recitales, conciertos y destacando sobremanera su Certamen Nacional de Teatro, de reconocido prestigio en todo el sector cultural en general y teatral en particular, del país
A su vez, no hay que olvidar que desde los años sesenta la Cabalgata de Reyes tiene un reconocido prestigio, convocando a un nutrido vecindario procedente de los pueblos de la comarca. Consolidado se encuentra también el Carnaval, con una gran participación de los vecinos de la localidad y también de otros lugares de la comarca.

### Asociaciones
Actualmente Puebla de la Calzada cuenta con 62 asociaciones. Algunas de ellas son:
- AMPA CP Calzada Romana
- AMPA Colegio Salesiano María Inmaculada
- AMPA Ntra. Sra. Carmen
- AMPA IES Diez Canedo
- Asociación de Jóvenes Poblanchinos
- Asociación Vas como quieres
- Asociación juvenil La Kochera
- Asociación juvenil Jóvenes Extremeños en Acción
- Asociación de mujeres Poblanchinas
- Asociación de mujeres Siglo XXI
- Asociación de miudas La Inmaculada
- Asociación de Mayores Adela Cupido
- Asociación Petanca 3.ª edad
- Peña F. C. Barcelona
- Asociación Vegas Bajas MotorSport

### Educación
- Centro de educación infantil Corazón de Jesús. Ubicado en la calle Albaicín s/n de Puebla de la Calzada, el centro CEI Corazón de Jesús dispone de unas adecuadas instalaciones para el primer ciclo de Educación Infantil. Entre ellas cabe destacar el recibidor, en el que se produce los encuentros y despedidas; el patio, gran espacio al aire libre donde los niños pueden jugar, correr, saltar…; despachos y finalmente las aulas.
- CEIP Calzada Romana. Es un centro público dependiente de la Consejería de Educación de la Junta de Extremadura.
- Colegio Salesiano María Inmaculada. Es un centro concertado promovido por la Congregación Salesiana desde el año 1953 en Puebla de la Calzada. Es un colegio con una identidad propia que coloca al alumno en el centro de su aprendizaje.
- Colegio Nuestra Sra. del Carmen, ubicado en el número 10 de la plaza de España, es un centro concertado promovido por la Congregación de las Hijas de la Virgen para la Formación Cristiana desde 1969. Oferta desde Ed. Infantil hasta ESO, incluyendo sección bilingüe en Inglés y Francés como segundo idioma extranjero.
- IES Enrique Diez Canedo. Es un centro escolar que cuenta con 20 años de historia. Se imparten en él las enseñanzas de: ESO, Formación Profesional Básica de Jardinería y Adorno Floral, Ciclo Formativo de Grado Medio de Actividades Comerciales y Bachillerato de las Modalidades de Ciencias y Humanidades y Ciencias Sociales.

## Cultura

### Monumentos y lugares de interés
La arquitectura de Puebla de la Calzada está centrada fundamentalmente en su plaza central, presidida por la casa consistorial de armónica estructura, según el modelo tradicional, y rodeada de otras construcciones de interés como el colegio de Nuestra Señora del Carmen y la iglesia parroquial de Nuestra Señora de la Encarnación. 
De la iglesia parroquial católica de Nuestra Señora de la Encarnación, en la archidiócesis de Mérida-Badajoz podemos decir que es una obra reconstruida en el siglo XVIII sobre otra anterior, y hoy muy modificada en su aspecto primitivo. Su fábrica es de mampostería, pulcramente encalada con algunos componentes de piedra. Consta de una sola nave, también impecablemente cuidada, con capillas adosadas por el lado del Evangelio y pequeña torre a los pies, evidenciando en todas las zonas las restauraciones experimentadas, y la atención puesta en su mantenimiento. En su interior sobresale la pila bautismal, realización gótica en mármol, decorada con motivos santiaguistas. Pieza singular, hoy desaparecida, fue su retablo mayor, obra del siglo XVI, realizada por Luis de Morales.
En la arquitectura civil llama la atención el palacio del Marqués de la Vega, singular edificación del siglo XIX, de arquitectura ecléctica con reminiscencias coloniales, cuya gran presencia se hace notar entre las construcciones que la rodean, y hoy dedicada a centro escolar; y el colegio del Carmen, perteneciente a la Congregación Hijas de la Virgen, institución íntimamente conectada con la localidad, además de en el terreno educativo en el social, y hoy igualmente convertida en centro escolar. Junto al ayuntamiento se encuentra una casa señorial de 1881 restaurada para su uso como hotel, que se encuentra cerrado.

### Deporte
Entre 1998 y 2008, el equipo de fútbol femenino C.F.F. Irex Puebla se estableció como un equipo de éxito a nivel nacional y alcanzó los mayores éxitos que el fútbol extremeño ha conseguido en su historia. El equipo femenino jugó en la  primera división  ganando la liga en la  temporada 1999-2000 y siendo subcampeonas en otras dos ocasiones. Además, el equipo quedó subcapeón en la  Copa de la Reina en los años 2001 y 2005. Este éxito sin igual supone un caso único en el fútbol español (tanto masculino como femenino) por ser el equipo campeón de liga perteneciente a un municipio de menor población, que no llegaba a 5.500 habitantes.
Tras varios cambios de nombre y dificultades económicas del CF Puebla, antes de iniciarse la  temporada 2008-2009 la AD Las Mercedes de Almendralejo, de Primera Nacional, se hizo con los derechos federativos del club, que pasó a llamarse Extremadura Femenino CF, aunque a efectos federativos mantiene la denominación de CF Puebla.

### Ferias y fiestas
- Carnaval. Febrero.
- San Isidro Labrador: el día 15 de mayo.
- Festividad de María Auxiliadora (no festivo): el día 24 de mayo.
- San Pedro: el 29 de junio.
- Fiesta del Emigrante: el día 15 de agosto.
- Festividad de la Inmaculada Concepción: el día 8 de diciembre.

### Medios de comunicación
El municipio cuenta con su propio periódico local, Hoy Puebla de la Calzada, formado a partir de una corresponsalía del diario regional Hoy Diario de Extremadura.